# Sportovní Klub Slavia Praha 2007-2008
Questa voce raccoglie le informazioni riguardanti lo Sportovní Klub Slavia Praha nelle competizioni ufficiali della stagione 2007-2008.

## Stagione
Lo Slavia, ancora con Jarolím alla guida, inanella cinque successi consecutivi nelle prime giornate e s'invola fin da subito verso il successo che manca da 12 anni; verso la fine del girone d'andata i biancorossi perdono il comando a favore dei cugini dello Sparta Praga e a quattro partite dalla fine i rivali sono in testa con 3 punti di vantaggio: alla ventisettesima lo Slavia Praga cade in casa contro il Viktoria Zizkov mentre lo Sparta Praga resiste 0-0 nel derby contro il Bohemians 1905, portandosi a +4; quando ormai il titolo sembra destinato ad arrivare sulla bacheca dei granata, lo Sparta perde 2-0 in casa contro lo Zbrojovka Brno mentre i biancorossi vincono a Olomouc 1-3, riportandosi a -1; alla penultima giornata il Football Club Baník Ostrava batte lo Sparta a Praga per 2-1 mentre lo Slavia chiude la pratica Mlada Boleslav 0-2 e all'ultimo turno di 1. liga lo Sparta cade a Liberec 4-3 mentre lo Slavia pareggia 2-2 contro lo Jablonec, laureandosi campione di Repubblica Ceca a 12 anni dall'ultimo successo in campionato.
In coppa escludono solo il Velké Karlovice (0-4) prima di uscire contro l'SK Líšeň (4-3), nettamente sfavorito.
In Champions i cechi escludono i "cugini" slovacchi dello Zilina ai rigori (4-3) e superano l'Ajax (1-3), grazie alla doppietta di Vlček, alle parate di Vaniak e all'esperienza internazionale di Smičer, arrivando alla fase a gironi della competizione. Inseriti nell'ultimo girone, i cechi vincono a Bucarest contro la Steaua (2-1), pareggiano a Praga contro l'Arsenal (0-0) dopo aver perso 7-0 a Londra e pareggiano a Praga 1-1 contro la Steaua, perdendo entrambi gli incontri contro il Siviglia (4-2 a Siviglia, 0-3 a Praga) ma ottenendo la qualificazione in Coppa UEFA grazie al terzo posto davanti allo Steaua (ultimi a 1 punto). Ai sedicesimi di Coppa UEFA, lo Slavia esce dal torneo contro il Tottenham (2-3).

## Calciomercato[1]
Vengono ceduti Kozáčik (allo Sparta Praga in cambio di € 180.000), Dejmek (Slovan Liberec), Dosoudil (all'Artmedia Petržalka in cambio di € 250.000), Hrdlička (al Mlada Boleslav per € 50.000), Nachtman (all'MŠK Rimavská Sobota in cambio di € 50.000), Urbánek (fine prestito dall'Artmedia Petržalka), Gebre Selassie (dal Vysocina Jihlava in cambio di € 0,2 milioni), Milan Cerny (gioca per un periodo da gennaio 2008 a gennaio 2009 nelle giovanili dello Slavia Praga), Dočkal (ceduto in prestito al Kladno fino a gennaio, poi ceduto nuovamente in prestito fino al termine della stagione allo Slovan Liberec), Švec (all'sc Heerenveen in cambio di € 2.450.000), Vorel (fine prestito dal Chmel Blsany), Reiter (fine prestito all'Artmedia Petržalka), nel settembre 2007 Aračić (al Brussels FC in cambio di € 150.000), nel gennaio 2008 Necid (allo Jablonec in prestito), Vlček (all'Anderlecht in cambio di € 1 milione), Gaucho (Senec) e nel febbraio seguente Diviš (allo Sparta Krč in prestito).
Vengono acquistati Kubasek (in prestito dal Banik Sokolov), Vaniak (dal Most in cambio di € 15.000), Brabec (Aarau), Dříždal (dal Banik Sokolov per € 60.000), Belaïd (dall'Inter in prestito oneroso a € 40.000), Pudil (in prestito dallo Slovan Liberec), Šmicer (a titolo gratuito dal Bordeaux), Tavares (a titolo gratuito dal Tours), Volešák (dalla Dynamo Ceske Budejovice in cambio di € 0,2 milioni), Ivana (in prestito oneroso dallo Slovacko per € 20.000), Šenkeřík (dal Malatyaspor per € 375.000), Střihavka (in prestito dal Banik Ostrava), nel gennaio 2008 Jaroslav Černý (dalla Dynamo České Budějovice in cambio di € 375.000), Jan Blažek (in prestito dallo Slovan Liberec), Toleski (dal Most in cambio di € 170.000) e nel febbraio 2008 Abraham (dallo Sparta Praga per € 0,4 milioni).

## Rosa
| N. |                       | Ruolo | Calciatore             |
| -- | --------------------- | ----- | ---------------------- |
| 1  | Rep. Ceca (bandiera)  | P     | Michal Vorel           |
| 28 | Rep. Ceca (bandiera)  | P     | Martin Vaniak          |
| 31 | Rep. Ceca (bandiera)  | P     | Josef Kubasek          |
| 3  | Rep. Ceca (bandiera)  | D     | Erich Brabec           |
| 4  | Rep. Ceca (bandiera)  | D     | David Hubáček          |
| 6  | Rep. Ceca (bandiera)  | D     | Martin Latka           |
| 12 | Rep. Ceca (bandiera)  | D     | František Dříždal      |
| 13 | Rep. Ceca (bandiera)  | D     | Ondřej Šourek          |
| 17 | Rep. Ceca (bandiera)  | D     | Marek Suchý            |
| 19 | Slovacchia (bandiera) | D     | Matej Krajčík          |
| 32 | Rep. Ceca (bandiera)  | D     | Theodor Gebre Selassie |
| 2  | Francia (bandiera)    | C     | Mickaël Tavares        |
| 8  | Rep. Ceca (bandiera)  | C     | Petr Janda             |
| 16 | Rep. Ceca (bandiera)  | C     | Daniel Pudil           |

| N. |                               | Ruolo | Calciatore       |
| -- | ----------------------------- | ----- | ---------------- |
| 11 | Rep. Ceca (bandiera)          | C     | Vladimír Šmicer  |
| 26 | Rep. Ceca (bandiera)          | C     | Jaroslav Černý   |
| 18 | Slovacchia (bandiera)         | C     | Dušan Švento     |
| 21 | Tunisia (bandiera)            | C     | Tijani Belaid    |
| 22 | Rep. Ceca (bandiera)          | C     | Martin Abraham   |
| 23 | Rep. Ceca (bandiera)          | C     | Ladislav Volešák |
| 25 | Rep. Ceca (bandiera)          | C     | David Kalivoda   |
| 30 | Rep. Ceca (bandiera)          | C     | Lukáš Jarolím    |
| 7  | Brasile (bandiera)            | A     | Jan Blažek       |
| 9  | Macedonia del Nord (bandiera) | A     | Goce Toleski     |
| 14 | Rep. Ceca (bandiera)          | A     | Zdeněk Šenkeřík  |
| 20 | Slovacchia (bandiera)         | A     | Milan Ivana      |
| 27 | Rep. Ceca (bandiera)          | A     | David Střihavka  |